# ویلچنا
ویلچنا (به لاتین: Wilczyna) یک روستا در لهستان است که در گمینا دوشنگکی واقع شده‌است.